# 1382 en Angleterre
Chronologie de l'Angleterre
- 1378
- 1379
- 1380
- 1381
- 1382
- 1383
- 1384
- 1385
- 1386

Cette page concerne l'année 1382 du calendrier julien.

## Naissances en 1382
- 28 janvier : Richard de Beauchamp, 13e comte de Warwick
- 21 mai : Edward Hastings, chevalier
- Date inconnue : 
  - Thomas Markaunt, bienfaiteur
  - Arnold Savage, member of Parliament pour le Kent
  - John Tyrell, speaker de la Chambre des communes

## Décès en 1382
- 5 janvier : Philippa de Clarence, 5e comtesse d'Ulster
- 15 février : William d'Ufford, 2e comte de Suffolk
- 9 avril : William Spridlington, évêque de St Asaph
- 6 mai : John Wrawe, rebelle
- 22 ou 23 avril : Gilbert le Despenser, noble
- 23 avril : William la Zouche, 2e baron Zouche de Haryngworth
- Date inconnue : 
  - Henry de Ardern, member of Parliament
  - John Pyel, lord-maire de Londres
  - John Saxton, chanoine de Windsor
  - Thomas de Thelwall, juge